# Stary cmentarz żydowski w Łańcucie
Stary cmentarz żydowski w Łańcucie – został założony na początku XVII wieku i zajmuje powierzchnię 0,87 ha, na której zachowały się fragmenty porozbijanych nagrobków i dwa ohele kryjące szczątki cadyków: Naftalego Horowitza i Eleazara Szapiro. Cmentarz znajduje się przy ulicy Moniuszki.